# Godofredo, Arcebispo de Iorque
Godofredo (em inglês: Geoffrey, também chamado posteriormente de Geoffrey Plantagenet) (c. 1152 – 12 de dezembro de 1212) foi um filho ilegítimo do rei Henrique II de Inglaterra que se tornou chanceler da Inglaterra, bispo eleito de Lincoln e arcebispo de Iorque.

## Biografia
Godofredo nasceu na Normandia, como filho ilegítimo do futuro rei Henrique II, mas sua mãe é desconhecida; mas acredita-se que ela tenha sido uma mulher chamada Ykenai. Também teve um meio-irmão materno chamado Peter. Após a ascensão de seu pai, foi reconhecido e criado com os filhos de Leonor da Aquitânia. Forçado cedo a uma vocação eclesiástica, ele foi nomeado arquidiácono de Lincoln em setembro de 1171.
Em abril ou maio de 1173, foi eleito bispo de Lincoln e confirmado pelo papa em julho de 1175. Apoiado por dispensas papais, ele atrasou a ordenação e a consagração enquanto ajudava Henrique contra seus filhos infiéis e barões insurgentes. Em 1180, ele impôs impostos tão pesados à sua diocese que suas ações incorreram em uma severa repreensão de seu pai. Em 1181, o Papa Lúcio III, preocupado que Godofredo ainda não tivesse sido ordenado ou consagrado, exigiu que a posição do bispo eleito fosse regularizada, seja por meio da consagração ou renúncia, Godofredo escolheu renunciar à sé de Lincoln em 6 de janeiro de 1182, em vez de ser ordenado. Após indicar que ia renunciar, em 1181 o rei o nomeou chanceler da Inglaterra. Quando seu meio-irmão Ricardo, Duque da Aquitânia, se rebelou contra seu pai em 1187, em aliança com o Rei Filipe II Augusto da França, Godofredo provou ser o único filho fiel. Lutou ao lado pai e estava com ele quando Henrique foi expulso de Le Mans pelas forças de Ricardo em 1189. Ele também foi o único filho a estar com o rei doente durante seus últimos dias; como recompensa, em seu leito de morte, Henrique II quis nomeá-lo arcebispo de Iorque ou bispo de Winchester. Após a morte de Henrique, Godofredo escoltou seu corpo para a Abadia de Fontevrault para o enterro.
Na abadia, conheceu seu meio-irmão, agora rei Ricardo I, que pediu sua renúncia como Chanceler; o rei honrou a última escolha do pai e nomeou Godofredo como arcebispo de Iorque em 10 de agosto de 1189. Ricardo também exigiu que Godofredo e seu irmão João fizessem um juramento de que permaneceriam fora da Inglaterra por três anos quando o rei deveria estar fora do país em sua cruzada planejada. Ricardo I posteriormente os liberou do juramento.
Godofredo foi confirmado pelo Papa Clemente III em 16 de setembro, ordenado padre em 23 de setembro de 1189 por João, Bispo de Whithorn-Galloway, e consagrado bispo em Tours, em 18 de agosto de 1191, por Barthelemy de Vendôme, Arcebispo de Tours, auxiliado por Henri, Bispo de Bayeux.
Em setembro de 1191, ele tentou ir para Iorque, mas foi recebido em Dover por agentes do chanceler William Longchamp; Godofredo buscou refúgio no priorado de St. Martin em Dover, mas foi arrastado do santuário e preso no Castelo de Dover. Após um clamor público, depois de alguns dias o arcebispo foi liberto, Longchamp foi excomungado e removido de sua posição como chanceler, e Hugh, Bispo de Lincoln, excomungou todos que ousaram arrastar Godofredo do santuário. O arcebispo Godofredo de Iorque foi finalmente entronizado em sua sé em 1º de novembro de 1191.
Godofredo era muito temperamental e sem tato para ser um líder. Seu episcopado foi marcado por contínuos argumentos e litígios reais e eclesiásticos: se envolveu em disputas com os cônegos de Iorque e outros clérigos, com outros bispos e mesmo disputando a primazia da Inglaterra. A única função espiritual de seu ofício à qual parecia se aplicar era a de excomungar os muitos com quem ele brigava. Ele parece ter se tornado tão impopular em sua diocese que alegações de simonia, extorsão e negligência de seus deveres foram feitas contra ele, às quais ele respondeu excomungando seus acusadores em mais de uma ocasião, e trancou os cônegos fora da igreja.
Quando o Papa convocou Godofredo para Roma, ele caracteristicamente se recusou a obedecer e foi suspenso de seu cargo. Ele recorreu ao Rei Ricardo em busca de ajuda, pedindo-lhe que intercedesse junto ao Papa; o rei ouviu com simpatia as reclamações de seu meio-irmão até que Godofredo passou a repreender o Rei pela vida imoral. O rei acabou confiscando suas propriedades e o expulsou de sua presença. Após a morte do rei Ricardo em 1199 e a ascensão de João ao trono, o novo rei restaurou Godofredo às suas propriedades arquiepiscopais, o que anunciou a renúncia de vários oponentes do arcebispo, e por um curto período a paz prevaleceu em Iorque. Godofredo estava frequentemente na companhia de seu meio-irmão João em 1199, e os dois inicialmente parecem ter compartilhado um bom relacionamento.
Em outubro de 1200, no entanto, Godofredo se opôs firmemente ao seu meio-irmão ao se recusar a permitir a cobrança de um imposto sobre a terra em sua propriedade e, em retaliação, o rei confiscou suas propriedades. Godofredo excomungou o novo xerife de Yorkshire, que havia devastado suas terras. Em novembro de 1200, o arcebispo e o rei se reconciliaram e suas terras confiscadas foram restauradas. No entanto, Godofredo ainda se recusou a permitir a cobrança do imposto sobre suas terras, levando a uma curta reconciliação. O rei renovou a demanda pelo pagamento do cargo de xerife devido pelo reinado de Ricardo, o que forçou Godofredo a rescindir sua excomunhão e oferecer outro pagamento, a paz foi finalmente alcançada sobre o assunto em maio de 1201.
A paz, no entanto, estava fadada a não durar, novas disputas sobre nomeações em Iorque surgiram, Godofredo adquiriu o apoio do Papa Inocêncio III, o que lhe permitiu garantir a nomeação de alguns de seus próprios candidatos. Ele se submeteu ao Rei João em 1206 e suas terras foram devolvidas. Mas em 1207 ele incorreu na ira do rei quando liderou o clero em sua recusa em pagar impostos e foi forçado ao exílio. Antes de ir para o exílio, o arcebispo excomungou qualquer um que tentasse coletar impostos em sua arquidiocese, encerrando assim sua tempestuosa carreira na Inglaterra. João confiscou as propriedades de Godofredo em retaliação.
O arcebispo de Iorque nunca mais retornou à Inglaterra, se tornando uma figura amargurada e intransigente no Priorado de Sant Michel em Grandmont, perto de Ruão, onde viveu durante seu exílio. Morreu em Grandmont e foi enterrado na igreja monástica de lá. Seu túmulo ainda estava sobrevivido em 1767, quando sua inscrição foi registrada por um antiquário.

Em 1207, ele resistiu às exigências do rei João da Inglaterra por impostos clericais e foi forçado a fugir da Inglaterra. Ele morreu no exílio.

## Ligações Externas
- Douie, D. «Archbishop Geoffrey Plantagenet and the Chapter of York» (em inglês). Borthwick Publications, 1960
- Greenway, Diana E. «Fasti Ecclesiae Anglicanae 1066–1300: Volume 6: York: Archbishops» (em inglês). Institute of Historical Research, 2007
- Lovatt, Marie. «Geoffrey» (em inglês). Oxford Dictionary of National Biography (October 2007)